# Khémis Sahel
Khémis Sahel (en arabe : خميس الساحل ) est une ville du Maroc. Elle est située dans la région de Tanger-Tétouan-Al Hoceïma.  Elle se situe sur le littoral Atlantique proche de la ville de Larache.  

### Sources
- (en) Khemis Sahel sur le site de Falling Rain Genomics, Inc.